# 禁じられた情事の森
『禁じられた情事の森』（きんじられたじょうじのもり、Reflections in a Golden Eye）は、1967年のアメリカ合衆国のドラマ映画。監督はジョン・ヒューストン、出演はマーロン・ブランドとエリザベス・テイラーなど。
女流作家カーソン・マッカラーズが1941年に発表した小説『黄金の眼に映るもの』を原作とし、抑圧された性（同性愛と両性愛の両方）や覗き、殺人といったテーマを取りあげて描いている。クローゼット・ゲイの少佐役はモンゴメリー・クリフトが演じる予定だったが、急死によりマーロン・ブランドが代役で演じた。
クレジットはされてないが、フランシス・フォード・コッポラが脚本に関わったと言われている。
同じジョン・ヒューストン監督の『天地創造』に続いて、黛敏郎が音楽を担当した。

## ストーリー
1940年代。陸軍基地の少佐のウェルドン・ペンダーソン（マーロン・ブランド）と妻レオノラ（エリザベス・テイラー）の夫婦仲はかなり冷え切っていた。ペンダーソン少佐はゲイであったという。そんな夫に強く不満を募らせていたレオノラは、隣に住むモリス・ラングドン大佐（ブライアン・キース）と公然たる不倫関係を続けている。ラングトン大佐の妻アリソン（ジュリー・ハリス）は3年前から精神不安定で、献身的なフィリピン人の召使いと自室に引きこもっている。ペンダーソン少佐は密かに若いウィリアムズ一等兵（ロバート・フォスター）に惹かれていたが、ウィリアムズ一等兵はレオノラに惹かれ毎晩思いがけない行動を取っている。

## キャスト
- ウェルドン・ペンダーソン: マーロン・ブランド
- レオノラ・ペンダーソン: エリザベス・テイラー
- モリス・ラングドン: ブライアン・キース
- アリソン・ラングドン: ジュリー・ハリス
- ウィリアムズ: ロバート・フォスター
- 軍人: ハーヴェイ・カイテル

## 作品の評価
Rotten Tomatoesによれば、22件の評論のうち高評価は55%にあたる12件で、平均点は10点満点中6.6点となっている。
Metacriticによれば、10件の評論のうち、高評価は5件、賛否混在は4件、低評価は1件で、平均点は100点満点中67点となっている。